# 대부업
대부업(貸付業)이란 금전의 대부를 업으로 하거나 여신금융기관 등으로부터 대부계약에 따른 채권을 양도받아 이를 추심하는 것을 업으로 하는 것을 말한다. 여기서 “금전의 대부”란 어음할인, 전당포, 양도담보, 할부금융 등 명칭에 불구하고 실질적으로 금전의 대부에 해당하는 행위를 말하며, “업”이란 일반적인 정의는 없지만 영리를 목적으로 특정 행위를 반복하는 경우 이를 “업”으로 지칭한다. 다만 업으로 금전의 대부를 한다 해도 사업자가 종업원에게 대부하거나 노동조합이 구성원에 대부하거나 국가 또는 지방자치단체가 대부하거나 민법이나 그 밖의 법률에 따라 설립된 비영리법인이 정관에서 정한 목적의 범위에서 대부하는 경우는 대부업에서 제외된다.

대부업은 일본에서 많이 발달해 있으며, 일본에서는 소비자금융(消費者金融)이라는 말이 주로 사용된다. 일본계 대부업체들은 대한민국에서 대부업이 양성화된 2002년 이후 사채 금리가 높은 대한민국 시장에 진출, 월등한 자금력을 이용해 빠르게 시장점유율을 높여 왔다. 대한민국의 대부업에 일본계 회사들이 많이 진출한 이유는, 일본은 법정사채이율이 연 15~20%대이기 때문에 수익이 낮지만, 한국은 2014년 초까지만 해도 법적으로 보장된 사채이율이 39%였던데다가, 제도권 금융이 서민금융에서 제역할을 하지 못하는 이유로 높은 수익이 보장되기 때문이었다.

## 용어
대부업체들을 제3금융권이라는 말로 표현하는 경우도 있지만 이는 공식적인 용어가 아니다. 제1금융권과 제2금융권이라는 용어도 공식 용어가 아닌 언론에서 편의상 구분하여 부르던 것이 정착된 명칭이다. 한국표준산업분류에 따른 금융기관은 은행 및 저축기관, 신탁업 및 집합 투자업, 기타 금융업으로 분류된다. 대부업은 기타 금융업 중 여신 금융업의 하위 분류인 그 외 기타 여신 금융업에 포함된다.
대부업은 일본에서 많이 발달되어 있으며, 일본에서는 소비자금융이라는 이름으로 많이 불린다. 외환위기 이후 대한민국에도 일본 대부업체들이 많이 진출한 관계로 한국어에서도 소비자금융이라는 말이 대부업을 뜻하는 단어로 널리 보급되었다.

## 사업 모델
대부업이 상대로 하는 것은 주로 은행 및 저축기관에서 돈을 빌릴 수 없는 사람들로, 이들을 상대로 대출을 해주고 높은 이자를 받는다. 담보 없이 대출을 해주므로 상대적으로 돈을 떼일 위험이 크고, 이를 높은 이자로 충당하는 것이다.
대부업 사업모델에서 대부업체의 수익원은 '금리차익'이다. 즉 은행 및 저축기관들로부터 돈을 빌린 후, 그것을 높은 금리로 빌려주어 그 차액만큼 이익을 취하는 것이다. 다만 수신 기능이 없는데다 자금조달 규제로 인해 타 금융회사 대비 조달비용이 높은 편이다. 이에 더해 주고객층이 저신용자인 관계로 부실률이 높고 관리비용이 또한 높아 고비용산업에 속한다. 그러함에도 최고 이자율이 지속적으로 인하됨에 따라 채산성이 맞지 않은 대부업체들의 시장 철수가 가속화되고 있는 상황이다.
대부업에서 회수불능채권(원금 또는 이자 상환이 안되어 떼이는 돈)은 회계상 대차대조표에 대손충당금으로 들어간다. 회수불능채권이 얼마나 될지는 과거의 데이터를 보면 대략 예측이 가능하므로, 빌려준 전체 액수의 일정 비율은 아직 떼이지 않았더라도 충당금전입액이라는 계정과목에 넣고, 나중에 실제 떼인 액수를 정산하여 대손충당금 계정으로 넣어준다.

## 금리
대한민국에서는 대부업법에 의해 대부업자가 받을 수 있는 금리의 상한선을 정하고 있다. 대부업법이 제정된 2002년 당시에는 대부업에서 받을 수 있는 금리가 최고 66%였다. 그 후 49%→44%→39%→34.9%로 낮아지다가, 2016년 3월부터 2018년 말까지 한시적으로 27.9%까지 내려갔다. 그 이후 2018년 2월달 기준 24%였으며, 현재 2023년 8월 기준 법정최고이율은 20%이다.

## 성장 배경

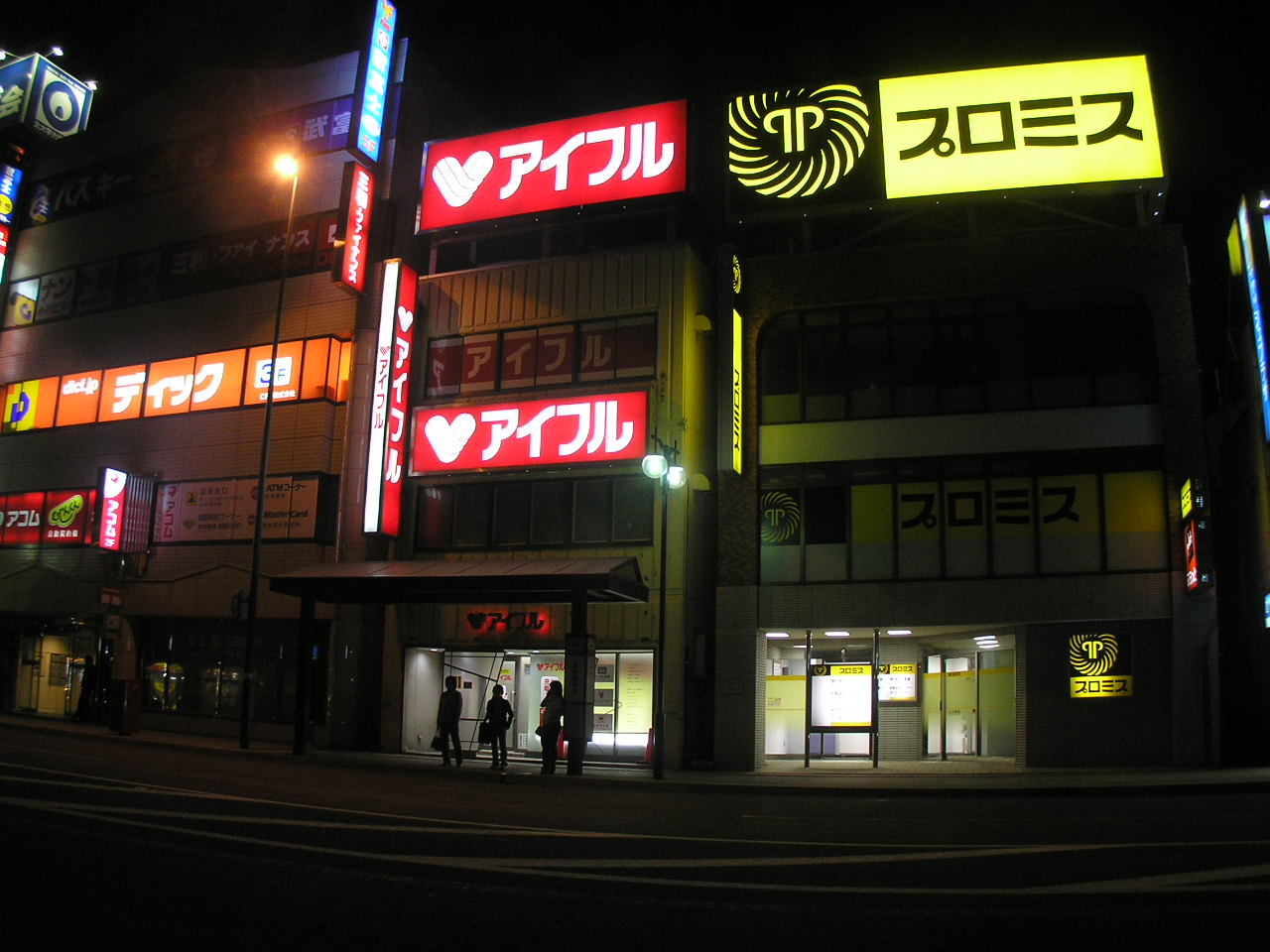
홋카이도에 위치한 일본의 대부업체 지점

대한민국에서는 영세한 대부업체들이 몰락하고 거대 자본을 바탕으로 한 일본계 대부업체들이 업계를 급속히 평정하고 있다. 영세 대부업체들의 몰락 배경에는 법정 최고금리의 하락과, 자금 조달 비용의 상승, 그리고 경기 침체로 인한 연체율 증가 등에 원인이 있다.
대한민국 시장에 일본계 대부업체가 많이 진출한 이유는 일본에서는 법정사채이율이 연 15~20%대이기 때문에 수익이 낮지만, 한국은 2016년 현재 법적으로 보장된 사채이율이 27.9%인데다, 제도권 금융이 서민금융에서 제역할을 하지 못하는 이유로 높은 수익이 보장되기 때문이다. 외환위기 후 이자제한법이 폐지된 후 대부업의 수익성이 크게 증가했고, 2003년 '카드대란'이 터지고 나서는 신용카드 돌려막기를 하던 사람들이 돈을 빌리기 위해 대부업체를 많이 이용했다. 즉, 이자제한법 폐지와 카드대란 두가지가 일본계 대부업체들의 급성장을 가져온 가장 큰 원인이라 할 수 있다.

## 관련 기업

### 러시앤캐시
러시앤캐시는 재일교포계 자본이 설립한 아프로파이낸셜대부의 브랜드명이다. 상호보다는 브랜드명으로 널리 알려져 있으며, 대한민국 대부업 시장점유율 1위 자리를 점하고 있다. 이 회사는 대한민국의 공중파 TV에서 광고를 한 첫 대부업체이기도 하다.

### 산와머니
2002년에 설립된 산와머니는 일본 산와파이낸스주식회사의 한국법인이다. 일본 산와그룹이 출자한 유나이티드가 95%의 지분율로 최대주주로 있다. 하지만 일본 법인은 2011년 8월 파산하고, 대한민국에서는 2위 업체로 성업중이다.

### 리드코프
S-Oil 브랜드로 석유사업을 영위하는 리드코프도 대부업을 영위하는 업체이다. 이 회사는 대한민국 내 대부업계 4위이며, 국내 자본이면서 코스닥 상장기업이라는 점에서 특이하다. 리드코프는 55%의 석유류 매출과 41%의 대부업 매출을 가진 회사이다.

### 제이트러스트
대부업이 발달한 일본에서 대부업계 1위 업체는 제이트러스트(대표이사 후지사와 노부요시)이다. 1977년 일본 도쿄에서 설립된 이 회사는 2013년 말 기준으로 총 자산은 3,161억엔(약 3조 1600억원)에 이른다. 신용카드, 부동산중개, 신용보중, 대부업 등 20여개의 계열사를 거느리고 있다. 2011년에는 대한민국에도 진출하여 저축은행 흡수 합병 등으로 공격적으로 몸집을 키우며 한국 자산만 8조원이 넘는 거대한 금융그룹으로 성장하고 있다.

## 불법대부업체
무등록 불법대부업체 외에도, 등록대부업체 중에도 불법대부업체가 있을 수 있다. 바지사장을 내세워서 제3자의 명의로 대부업 등록을 하는 경우도 있기 때문이다. 불법대부업체는 SNS 등을 통해 광고를 해서 돈이 필요한 사람들을 모집해 고율의 이자로 대출을 하고, 빌려준 돈을 거두어들이기 위하여 폭언이나 강요 등 불법 추심 행위를 하기도 한다. 대출 진행 전에 지인, 회사동료, 가족의 연락처나 나체사진을 요구하는 경우가 있는데 실제로 돈이 급한 사람들은 상황이 이렇다 하더라도 울며 겨자먹기식으로 대출을 받는다. 대출금 납입일이 하루라도 경과됐을 경우엔 지인 연락처로 나체사진이나 불법사채 이용사실 등을 퍼뜨리며 빚 독촉을 한다고 한다.
최고이자율을 초과하는 이자율, 선이자 요구 등은 모두 불법에 해당한다.

## 같이 보기
- 사금융